# Boubacar Kamara
Boubacar Bernard Kamara (ur. 23 listopada 1999 w Marsylii) – francuski piłkarz senegalskiego pochodzenia, występujący na pozycji obrońcy w angielskim klubie Aston Villa oraz w reprezentacji Francji.